# Rimborso britannico
Il rimborso britannico (in inglese UK rebate o UK correction) era un rimborso che la Gran Bretagna otteneva dall'Unione europea, durante il periodo della sua appartenenza alla UE.

## Storia
Nel 1984 Margaret Thatcher, il primo ministro inglese di allora, negoziò per avere un rimborso parziale dei fondi versati dalla Gran Bretagna alla Comunità europea. La ragione principale che questo aveva è che una percentuale molto alta del budget europeo viene destinata alla politica agricola comune (PAC), di cui però la Gran Bretagna beneficiava meno rispetto agli altri paesi a causa della sua particolare economia. Rispetto infatti a quanto avviene in altri paesi, come ad esempio la Francia, il settore agricolo in Gran Bretagna contribuisce al PIL in modo limitato.
Il rimborso aveva un ammontare di circa due terzi dell'importo di cui eccedono i pagamenti dalla Gran Bretagna all'UE rispetto a quanto trasferito dall'UE alla Gran Bretagna. Il suo valore negli ultimi anno era pari a circa 3,8 miliardi di euro l'anno.

## Pressioni per un cambiamento
Negli ultimi anni c'era stata una crescente pressione da parte di vari stati dell'UE per abolire il rimborso. Questo è stato dovuto a vari fattori, due tra i più importanti sono: la percentuale dei fondi destinati alla PAC è calata notevolmente negli anni passando da circa il 71% del budget totale dell'UE nel 1984 a circa il 39% di degli anni 2000; con l'allargamento a est dell'UE, la Gran Bretagna non era più tra i paesi più poveri dell'Unione.
Nel dicembre 2005 il primo ministro inglese Tony Blair fu d'accordo col rinunciare al 20% del rimborso per il periodo 2007-2013 a patto che quei fondi non andassero però a finanziare la PAC.
L'uscita del Regno Unito dall'Unione europea ha riacceso il dibattito sulla questione dei rimborsi.
In occasione della presentazione del Documento di riflessione sul futuro delle finanze dell'UE (2017), il Commissario europeo per la programmazione finanziaria ed il bilancio Günther Oettinger ha dichiarato che tutti gli sconti previsti per gli altri Stati membri legati al rimborso britannico verranno aboliti, dal momento che questo non esisterà più..
Esistono accordi particolari che prevedono rimborsi anche per altri cinque Paesi contributori netti al bilancio Ue: Paesi Bassi, Germania, Danimarca, Austria e Svezia. 